# Высшая духовная семинария имени Иоанна Дунса Скотта
Высшая духовная семинария имени блаженного Иоанна Дунса Скотта (пол. Wyższe Seminarium Duchowne  pw. bł. Jana Dunsa Szkota) — государственное высшее учебное заведение, католическая духовная семинария, находящаяся в городе Кальвария-Зебжидовская, Малопольское воеводство, Польша. Семинария готовит католических священников для польской провинции монашеского ордена бернардинцев. Учебное заведение находится на территории бернардинского монастыря, расположенного поблизости от католического паломнического центра Кальвария-Зебжидовская.

## История
Семинария бернардинцев польской провинции была создана 23 июля 1930 года во Львове решением Капитула монахов. 11 мая 1931 года ей было присвоено имя блаженного Иоанна Дунса Скотта. Студенты семинарии с этого года обучались во Львовском университете.
После начала Второй мировой войны семинария переехала в Кальварию-Зебжидовскую, где обучение студентов проводилось в подпольных условиях в течение всей войны. В связи с тем, что после 1941 года польская провинция бернардинцев прекратила приём послушников, возникла ситуация, когда в течение всей войны в семинарию не поступало новых студентов, поэтому в 1946 году семинария приостановила свою деятельность. Второй причиной закрытия семинарии стало то, что бернардинский монастырь в Кальварии-Зебжидовской в течение всей войны был временным прибежищем львовской Высшей духовной семинарии и в ней находился полный профессорский теологического факультета Львовского университета. Руководящий состав Высшей духовной семинарии бернардинцев использовал наличие львовской духовной семинарии и теологического факультета Львовского университета в бернардинском монастыре для обучения своих студентов до 1950 года, когда львовская семинария и теологический факультет возвратились во Львов.
20 июня 1981 года семинария стала филиалом Богословской академии в Кракове (сегодня — Папский университет имени Иоанна Павла II).
С 1963 по 1993 год студенты семинарии изучали курс философии в Кракове. 3 июня 1981 года Капитул польской провинции бернардинцев принял решение строить отдельное здание для семинарии. 6 июня 1984 года началось строительство отдельного задания семинарии на территории бернардинского монастыря, которое было завершено в 1993 году. 6 ноября 1993 года архиепископ Ченстоховы Франтишек Махарский совершил освящение нового здания семинарии. В этом году численность студентов составляла 72 семинариста.
С 1931 по 1994 год семинарию закончили всего 353 студентов, из них в довоенный период семинарию закончили 36 человек, во время войны — 56 человек и в послевоенный период — 261 человек.